# OPTSU
OPTSU, ook geschreven als OptSu, is een politieke partij in Suriname. De naam is geen acroniem maar verwijst naar de betekenis Optie voor Suriname.
De partij ontstond in 2019 als politieke beweging en richt zich op het belang van alle Surinamers. De oprichting gebeurde vervolgens in 2020, met als motor achter de partij Robert Ameerali, de vicepresident van Suriname van 2010 tot 2015. Ameerali wilde in 2020 tevergeefs een bundeling van partijen bij elkaar brengen. De partij wilde meedoen aan de verkiezingen van 2020. De partij trok zich echter kort voor de verkiezingen terug.
In aanloop naar de verkiezingen van 2025 werd wel een bundeling van partijen verkregen waarmee een gezamenlijke kandidatenlijst wordt gevoerd. Aanvankelijk bestond deze uit de Surinaamse Partij van de Arbeid (SPA), de Progressieve Arbeiders en Landbouwers Unie (PALU) en Wi Sranan. Hierbij sloten zich later de Sociaal Democratische Unie (SDU), Permanente Voorspoed Republiek Suriname (PVRS) en De Nieuwe Wind (DNW) bij aan. Er waren ook gesprekken met de Volkspartij Leefbaar Suriname (VLS) maar die haakte af en gaat alleen de verkiezingen in. Nadat de SPA besloot om Wayne Telgt aan te wijzen als lijsttrekker ontstond er onenigheid binnen de partij vanwege een aangifte die in 2019 tegen hem was ingediend, maar niet tot een rechtszaak had geleid, en omdat aanvankelijk zou zijn afgesproken dat Joyce Williams lijsttrekker zou worden. Op 7 maart, enkele weken voor het indienen van de kandidatenlijst, besloot de SPA uit OPTSU te stappen vanwege publieke negatieve uitspraken vanuit andere partijen over bestuursleden van de SPA. Ook waren er negatieve geluiden binnen SPA-gelederen vanwege de deelname van PALU in OPTSU vanwege het verleden van PALU tijdens het militaire regime. Nog dezelfde dag hield Telgt de eer aan zichzelf door zich niet langer beschikbaar te stellen voor een kandidatenlijst. Uiteindelijk werd Imran Taus van PALU de lijsttrekker van OPTSU en ging de SPA de samenwerking aan met de Nationale Partij Suriname (NPS), met Clifford Marica op nummer 50 van die lijst.